# Kompagnistræde
Kompagnistræde er en gade mellem Hyskenstræde og Hestemøllestræde i Indre By i København. Gaden ligger i forlængelse af Læderstræde og udgør sammen med den og frem til krydset med Rådhusstræde gågaden Strædet. Det sidste stykke frem til krydset med Hestemøllestræde og fortsættelsen Farvergade er derimod ikke gågade.
Nr. 2-5, 7-12, 14, 16, 18, 20-25, 29, 31-32 og 43 er fredede.[kilde mangler]

## Historie
Gadens navn kendes fra 1510 i formen Kompenygaden, men derefter omtales den altid med efterleddet stræde. Ordet kompagni dækker over Det danske Kompagni, der var en sammenslutning af købmænd, og som siden sin stiftelse i 1443 havde til, hvor gadens nr. 16 nu ligger. Bygningen er for længst gået til, men et stykke middelaldermur i kælderen under Badstuestræde 18 rundt om hjørnet kan stamme fra bygningen.[kilde mangler] Sammenslutningen eksisterer i øvrigt stadig som Det Kongelige Skydeselskab.
De fleste bygninger i gaden gik til under Københavns brand 1728 og igen i 1795, og de fleste nuværende bygninger stammer derfor fra årene umiddelbart efter sidstnævnte brand. De blev da opført af håndværkere og mindre handlende, f.eks. en kobbersmed, en tehandler og en malermester. Nr. 21 på hjørnet af Knabrostræde, oprindelig en bryggergård fra 1730'erne, overlede dog branden i 1795, da ilden standsede her. Også nr. 23 fra 1734 med bindingsværk og nr. 25 var 1730 overlevede branden.
Delen mellem Rådhusstræde og Hestemøllestræde var en del af Farvergade indtil 1884. Området var imidlertid dengang præget af en stor koncentration af bordeller, hvilket gjorde Farvergade til et lidet attraktiv adresse. Beboerne fik derfor myndighederne til at lægge denne del af gaden under Kompagnistræde. Og da et regulativ fra 1877 betød at Kompagnistræde i modsætning til Farvergade ikke var godkendt som bordelgader, ja så var bordeller nu forbudt også på det omdøbte gadestykke.
I 1946 fik Kompagnistræde bustrafik. Det år blev bustrafikken på Strøget nemlig genoptaget i form af linje 28 og 29 efter at have været indstillet under 2. verdenskrig. Men da Strøget i mellemtiden var blevet ensrettet, måtte der køres ad parallelle gader som Kompagnistræde i retning mod Kongens Nytorv. Fra 1954 kom linje 41 også til og fra 1965 til 1982 tillige linje 8. Det skabte dog sammen den øvrige trafik en del trafikale udfordringer, som de smalle gader ikke var bygget til. Løsningen blev at Læderstræde og Kompagnistræde mellem Hyskenstræde og Rådhusstræde blev gågader i 1989 og buslinjerne omlagt til Vindebrogade. I modsat retning var de allerede flyttet til Gammel Strand, efter at Strøget blev gågade i 1962.
I slutningen af 1980'erne begyndte navnet Strædet at blive udbredt om Læderstræde og Kompagnistræde. Indtil da taltes om Parallelstrøget, men nu skiltes der officielt med navnet Strædet i gågaden sammen de egentlige gadenavne.